# Scope (häst)
Scope, född 24 mars 2018, död 28 juni 2022, var ett engelskt fullblod, mest känd för att ha vunnit sin enda start som tvååring och utvecklats till en toppstayer som segrade i Noel Murless Stakes (2021) och Prix Royal-Oak (2021).

## Bakgrund
Scope var en fuxhingst efter Teofilo och under Look So (efter Efisio). Han föddes upp av Lawn Stud och ägdes av Julian Richmond-Watson. Han tränades under sin tävlingskarriär av Ralph Beckett.

## Karriär
Scope tävlade mellan 2020 och 2022, och sprang in 288 636 pund på 8 starter, varav 3 segrar, 2 andraplatser och 1 tredjeplats. Han tog karriärens största segrar i Noel Murless Stakes (2021) och Prix Royal-Oak (2021).

### Död
Scope avlivades den 28 juni 2022 efter att ha skadat sig allvarligt under ett träningspass.

## Stamtavla
| Efter Teofilo (IRE) 2004 | Galileo (IRE) 1998    | Sadler's Wells (USA) | Northern Dancer (CAN)          |
| Efter Teofilo (IRE) 2004 | Galileo (IRE) 1998    | Sadler's Wells (USA) | Fairy Bridge                   |
| Efter Teofilo (IRE) 2004 | Galileo (IRE) 1998    | Urban Sea (USA)      | Miswaki                        |
| Efter Teofilo (IRE) 2004 | Galileo (IRE) 1998    | Urban Sea (USA)      | Allegretta (GB)                |
| Efter Teofilo (IRE) 2004 | Speirbhean (IRE) 1998 | Danehill (USA)       | Danzig                         |
| Efter Teofilo (IRE) 2004 | Speirbhean (IRE) 1998 | Danehill (USA)       | Razyana                        |
| Efter Teofilo (IRE) 2004 | Speirbhean (IRE) 1998 | Saviour (USA)        | Majestic Light                 |
| Efter Teofilo (IRE) 2004 | Speirbhean (IRE) 1998 | Saviour (USA)        | Victorian Queen (CAN)          |
| Undan Look So (GB) 2004  | Efisio (GB) 1982      | Formidable (USA)     | Forli (ARG)                    |
| Undan Look So (GB) 2004  | Efisio (GB) 1982      | Formidable (USA)     | Native Partner                 |
| Undan Look So (GB) 2004  | Efisio (GB) 1982      | Eldoret (IRE)        | High Top                       |
| Undan Look So (GB) 2004  | Efisio (GB) 1982      | Eldoret (IRE)        | Bamburi (GB)                   |
| Undan Look So (GB) 2004  | Last Look (GB) 1995   | Rainbow Quest (USA)  | Blushing Groom (FR)            |
| Undan Look So (GB) 2004  | Last Look (GB) 1995   | Rainbow Quest (USA)  | I Will Follow                  |
| Undan Look So (GB) 2004  | Last Look (GB) 1995   | Derniere Danse       | Gay Mecene (USA)               |
| Undan Look So (GB) 2004  | Last Look (GB) 1995   | Derniere Danse       | Dance Quest (FR) (Family: 1-l) |